# L
L (el, minuskuła: l) – dwunasta litera alfabetu łacińskiego, piętnasta litera alfabetu polskiego. Oznacza zwykle w danym języku spółgłoskę płynną boczną, np. [l].
Nazwę tej litery w języku polskim wymawia się el.

## Inne reprezentacje litery L
| Sygnalizacja                            | Sygnalizacja       | Sygnalizacja | Język migowy | Język migowy | Język migowy | Alfabet Braille’a |
| flaga Międzynarodowego Kodu Sygnałowego | Alfabet semaforowy | Kod Morse’a  | francuski    | kanadyjski   | polski       | Alfabet Braille’a |
| --------------------------------------- | ------------------ | ------------ | ------------ | ------------ | ------------ | ----------------- |
|                                         |                    | Lⓘ           |              |              | i            |                   |